# Yucca whipplei subsp. intermedia
Yucca whipplei subsp. intermedia (englischer Trivialname: „Malibu Lake Yucca“) ist eine Unterart der Pflanzenart Yucca whipplei in der Familie der Spargelgewächse (Asparagaceae).

## Beschreibung
Yucca whipplei subsp. intermedia wächst solitär oder formt Gruppen mit einigen Rosetten. Die flexiblen, fein gezahnten, blauen bis grünen Laubblätter sind 25 bis 80 cm lang und 1 bis 2 cm breit.
Der verzweigte Blütenstand wird 1 bis 2,5 Meter hoch. Sie ähnelt der Unterart Yucca whipplei subsp. caespitosa, die jedoch kleinere Rosetten und kleinere Polster entwickelt. Die Blütezeit reicht von April bis Juni. Sie entwickelt nach der Blütezeit aus der Basis neue Rosetten. Sie sind selten in den Sammlungen in Europa.

## Verbreitung
Yucca whipplei subsp. intermedia ist im US-Bundesstaat Kalifornien in Höhenlagen bis 600 m verbreitet.

## Systematik
Die Beschreibung durch Adelbert Lee Haines unter dem Namen Yucca whipplei subsp. intermedia ist 1941 veröffentlicht worden.
Ein Synonym ist Yucca whipplei var. intermedia J.M.Webber (1953).